# Guy Fletcher (toetsenist)
Guy Fletcher (Maidstone, 24 mei 1960) is een multi-instrumentalist, die het meest bekend is als voormalig toetsenist van de Britse rockband Dire Straits van 1984 tot het einde. Hij dient niet verward te worden met zijn neef, singer-songwriter Guy Fletcher.
Guy Fletcher kwam uit een muzikaal gezin en leerde als kind al verschillende instrumenten te bespelen zoals keyboards en snaarinstrumenten. Guy Fletcher werkte in 1983 voor het eerst samen met Mark Knopfler aan muziek voor de film Cal. In het daaropvolgende jaar werd Guy Fletcher opgenomen in de vaste bezetting van Dire Straits als tweede toetsenist naast Alan Clark.
Na het uiteengaan van Dire Straits bleef Guy Fletcher betrokken bij de muziek van Mark Knopfler, en hij is thans een belangrijk lid van zijn band. Ook heeft hij in 2008 zijn eerste soloalbum uitgebracht, Inamorata.